# Guido Po
Guido Po (Gragnano Trebbiense, 6 settembre 1878 – Roma, 4 luglio 1961) è stato un ammiraglio e scrittore italiano, che fu collaboratore della Rivista Marittima e autore di numerose pubblicazioni, tra le quali: Il potere marittimo e i rifornimenti dell'Italia in guerra (tre volumi, 1929), L'opera della Marina in Eritrea e Somalia (1929), Il Grande Ammiraglio Paolo Thaon di Revel (1936),
La guerra sui mari (sec.XIX e XX) (1940). Durante la prima guerra mondiale fu inizialmente Aiutante di bandiera del Capo di stato maggiore della Regia Marina ammiraglio Paolo Thaon de Revel, e poi si distinse nel corso delle operazioni belliche venendo decorato con la Croce di Cavaliere dell'Ordine militare di Savoia, una Medaglia d'argento, una di bronzo e due Croci di guerra al valor militare.

## Biografia
Nacque a Gragnano Trebbiense (provincia di Piacenza) il 6 settembre 1878. Arruolatosi nella Regia Marina, nel 1896 entrò come allievo ufficiale presso la Regia Accademia Navale di Livorno, venendo nominato guardiamarina nel 1899. Dopo diversi imbarchi a bordo di navi scuola e navi maggiori, promosso sottotenente di vascello tra il 1903 e il 1904 fu imbarcato a bordo dell'incrociatore corazzato Vettor Pisani operante presso la stazione navale della Cina. Tra il 1904 e il 1905 fu in servizio presso il distaccamento della Regia Marina di Pechino, e una volta rientrato in Patria trascorse alcuni periodi imbarcato a bordo di unità navali di superficie, venendo promosso tenente di vascello nel 1907, mentre si trovava imbarcato sull'ariete torpediniere Etna. Durante il periodo trascorso sulla nave da battaglia Vittorio Emanuele ebbe modo di distinguersi durante le operazioni di soccorso alle popolazioni colpite dal terremoto di Messina e Reggio Calabria (1908). Divenuto idrografo, imbarcato a bordo dell'avviso Staffetta prese parte alle operazioni di rilevamento idrografico e cartografico del Mar Rosso e dell'Oceano Indiano (1911-1912), descrivendo le sue esperienza in due pubblicazioni a carattere scientifico: Determinazione di magnetismo terrestre e Misure della base di Mogadiscio e Itala. Nel 1914 prese parte a uno studio di cinematica navale sui dati evolutivi della nuova nave da battaglia monocalibra Dante Alighieri, venendo per questo decorato con la Medaglia d'argento di seconda classe per i lavori utili alla Regia marina.
All'atto dell'entrata in guerra del Regno d'Italia, avvenuta il 24 maggio 1915, divenne aiutante di bandiera del nuovo Capo di stato maggiore della Regia Marina, viceammiraglio Paolo Thaon de Revel, ma dopo cinque mesi lasciò l'incarico per iniziare un periodo di comando a bordo delle torpediniere (1915-1917). Il primo incarico lo vide comandare la 88 S durante lo sfortunato tentativo di recupero del sottomarino austro-ungarico U-12. Distintosi nel corso di alcune missioni contro le coste nemiche dell'Alto Adriatico a bordo della 22 OS, venne decorato con una Medaglia di bronzo e una Croce di guerra al valor militare. Tra il 1917 e il 1918 comandò una squadriglia di MAS di base a Porto Levante, partecipando a numerose missioni operative, distinguendosi nella difesa di Grado, ed in altre azioni di disturbo all'avanzata austro-ungarica dopo l'esito infausto della battaglia di Caporetto, tanto da venire decorato con una Medaglia d'argento al valor militare. Assunto il comando del cacciatorpediniere Giovanni Acerbi continuò a distinguersi in varie operazioni belliche, venendo decorato con la Croce di Cavaliere dell'Ordine militare di Savoia e con una seconda Croce di guerra al valor militare.
Dopo la fine della guerra svolse svariati incarichi, tra il 1919 e il 1922 fu Addetto allo Stato maggiore della Marina a Roma, venendo fu promosso capitano di fregata nel 1921, Capo di Gabinetto del sottosegretario di Stato per la Marina (1922-1923), vicecomandante della nave da battaglia Duilio (1923-1924), Capo dell'Ufficio storico della Marina, comandante dei cacciatorpediniere Guglielmo Pepe e Giuseppe Sirtori (1925-1926), dell'esploratore Quarto. Promosso capitano di vascello nel 1927, fu Capo di stato maggiore della Divisione speciale (1929-1930) e infine comandante della corazzata Andrea Doria dal 15 dicembre 1930 al 15 gennaio 1932.
Nominato Capo di stato maggiore del Comando militare marittimo autonomo dell'Alto Adriatico a Venezia, nel 1933 fu posto in posizione ausiliaria. Richiamato temporaneamente in servizio fu posto a disposizione del Ministero delle comunicazioni, promosso contrammiraglio nel 1938 e poi ammiraglio di divisione nel 1941, in piena seconda guerra mondiale, e subito collocato a riposo. 
Si spense a Roma il 4 luglio 1961.

## Pubblicazioni
- Osservazioni sulle ricerche dei dati evolutivi delle moderne navi da battaglia, Officina poligrafica italiana, Roma, 1914.
- La guerra marittima adriatica giudicata dagli stranieri, Edizione della Rassegna italiana, Roma, 1927.
- Il potere marittimo e i rifornimenti dell'Italia in guerra, tre volumi, Roma, 1929.
- L'opera della Marina in Eritrea e Somalia, con il capitano di vascello Luigi Ferrando, Tipografia del Provveditorato dello Stato, Roma, 1929.
- L'interessamento della Regia Marina ai problemi dell'Adige e del Garda, Società italiana per il progresso delle scienze, Milano, 1930.
- D'Annunzio combattente al servizio della Regia Marina, Officina Poligrafia Italiana, Roma, 1931.
- Il Grande Ammiraglio Paolo Thaon di Revel, Editrice Italiana, Torino, 1936.
- La guerra marittima dell'Italia, Corbaccio, Milano, 1934.
- Comandante Bonamico. Il problema marittimo dell'Italia, Edizioni Roma, Roma, 1937.
- La guerra sui mari (sec.XIX e XX), Zanichelli, Bologna, 1940.

### Annotazioni
1. ↑  Effettuò rilevamenti astronomici e determinazioni di stazioni gravitazionali e magnetiche in molte località della costa eritrea e somala.
2. ↑  Contemporaneamente ricevette un premio e un attestato di benemerenza per aver redatto lo Studio sui timoni per le navi di nuovo tipo.
3. ↑  Mantenne tale incarico, a fasi alterne, fino al 1929, abbinandovi negli ultimi anni anche quello di direttore della Rivista Marittima.

### Fonti
1. 1 2 3 4 5 6 7 8  Alberini, Prosperini 2015, p. 421.
2. 1 2 3 4 5 6 7 8 9 10  Alberini, Prosperini 2015, p. 422.
3. ↑  Sito web del Quirinale: dettaglio decorato.